# Promenade Cleews-Vellay
La promenade Cleews-Vellay est une voie piétonne du 10e arrondissement de Paris.

## Situation et accès
Elle se trouve sur le terre-plein situé entre la rue René Boulanger et le boulevard Saint-Martin.

## Origine du nom

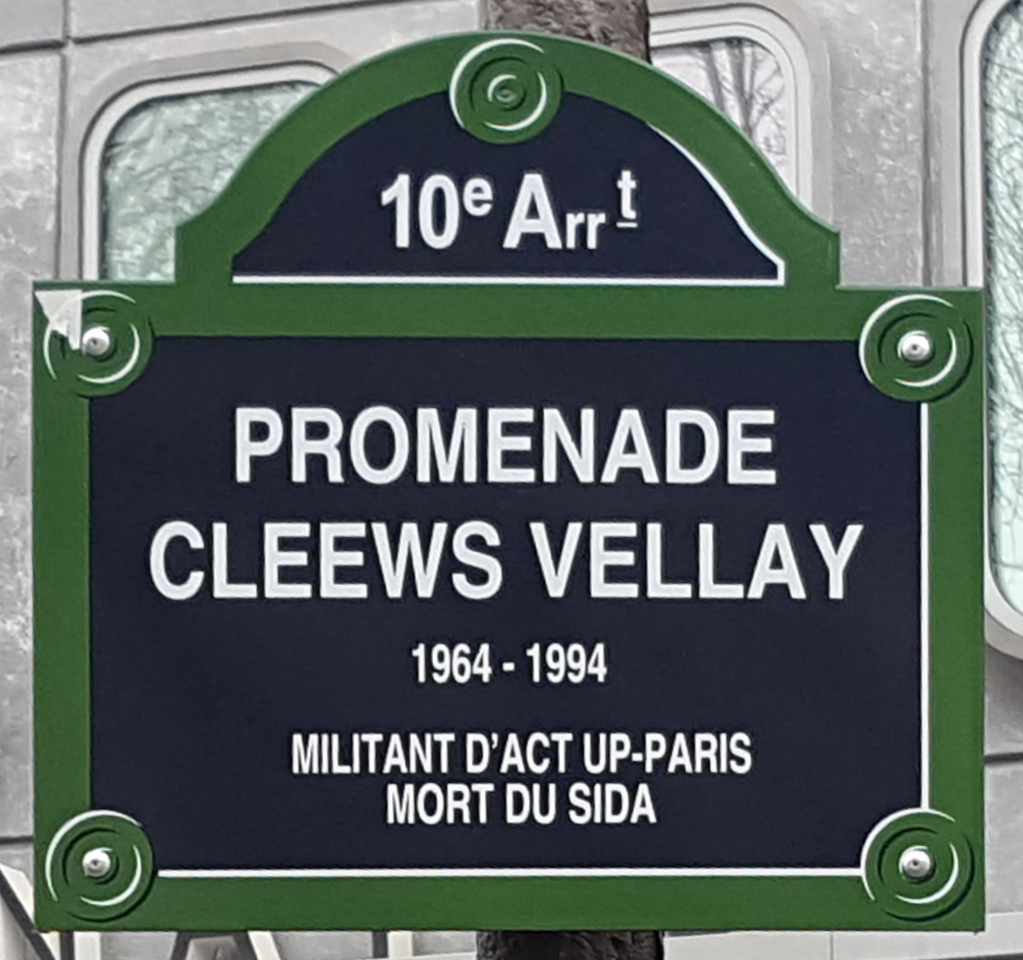
Panneau de la promenade.

Elle porte le nom du président d'Act Up-Paris de 1992 à 1994, Cleews Vellay.

## Historique
En juin 2019, la Ville de Paris annonce officiellement le projet. Ensuite, le Conseil de Paris vote à l'unanimité la création de la voie, ainsi que la pose d'une plaque commémorative en marbre rappelant le local associatif d'Act Up-Paris en face de la promenade, au 44 rue Boulanger, dans le 10 arrondissement.
Les cérémonies d’inauguration ont eu lieu le 30 novembre 2019,.